# Weng Wei-pin
Weng Wei-pin (tiếng Trung: 翁偉賓; sinh ngày 23 tháng 11 năm 1991) là một cầu thủ bóng đá người Đài Loan hiện tại thi đấu ở vị trí hậu vệ ở cấp độ quốc gia và câu lạc bộ.